# سمير (كاتب هندي)
سمير (بالهندية: समीर؛ بالإنجليزية: Sameer) هو كاتب أغاني وكاتب سيناريو وشاعر هندي، ولد في 24 فبراير 1958 في فاراناسي في الهند.

## وصلات خارجية
- الموقع الرسمي
- سمير على موقع IMDb (الإنجليزية)
- سمير على موقع ميوزك برينز (الإنجليزية)
- سمير على موقع أول موفي (الإنجليزية)
- سمير على موقع ديسكوغز (الإنجليزية)